# Andreas Gering

Andreas Gering (1892–1957), Der rote Krieger

Andreas Gering (1892–1957), Der Sämann

Andreas Gering (1892–1957), Die Umarmung

Andreas Gering (1892–1957), Die Entstehung – Mutter und Kind

Andreas Gering (* 5. Mai 1892 in Nürnberg; † 29. Dezember 1957 ebenda) war ein deutscher Maler und Grafiker.

## Leben
Nach der Lehre als Grafiker besuchte er in Nürnberg die Kunstgewerbeschule (heutige Akademie der Bildenden Künste Nürnberg) und studierte anschließend an der Akademie der Bildenden Künste München unter Carl Johann Becker-Gundahl. Während des  Ersten Weltkrieges wurde Gering nach einem Bombenangriff verschüttet und schwer verletzt geborgen. Seit diesem Erlebnis hatte er mit Sprachstörungen zu kämpfen und fand erst nach längerer Zeit zur normalen Sprache zurück. Die Kriegserlebnisse haben später sein grafisches Werk beeinflusst.
Nach dem Krieg ließ sich Andreas Gering als freischaffender Künstler in Nürnberg nieder. Seine Studienreisen führten ihn nach Serbien und Mazedonien. Seit 1920 war er als Lehrer am Offenen Zeichensaal (Vorläuferinstitution der Georg-Simon-Ohm-Hochschule) in Nürnberg tätig und seit 1921 als Leiter der Klasse Akt an der Berufsoberschule Nürnberg. 1927 wurde Gering verbeamtet und nahm 1932 das Amt des städtischen Studienrats an. Bis zu seiner Pensionierung am 1. Juni 1957 war er im Dienste der Stadt tätig.
Als freischaffender Künstler war Gering Mitglied in der Vereinigung Nürnberger Künstler und Kunsthandwerker sowie Mitglied in der Nürnberger Sezession.

## Werk
Andreas Gering malte vorwiegend in Aquarell, gelegentlich auch in Öl. An Motiven bevorzugte er Landschaften, Akt später auch biblische Themen. Dass der Erste Weltkrieg nicht spurlos am Seelenleben des Künstlers vorüberging, zeigen seine Lithografien und Radierungen. Blätter aus dem Feldskizzenbuch, Motive wie Erde, Tod oder die Erlösung thematisieren das Waffengeschehen und lassen in Gering den sicheren Beobachter und Zeichner erkennen. Mappenwerke im Besitz der Museen der Stadt Nürnberg: „Leben u. Tod“ (1919), Feldzeichnungen (1914–1918, Lithographien), „Die Erde“ (1921, Radierungen).

## Ausstellungen
- 1924 Jahresschau Nürnberger Kunst im Glaspalast, Nürnberg
- 1928/29 Ausstellung Deutsche Kunst der Gegenwart in der Norishalle, Nürnberg
- 1930 Ausstellung Nürnberg-Udstillingen, Gammel-Kunst, Nyere Kunst, Historie
- 1931/34 Nordbayerische Kunstausstellung in der Norishalle, Nürnberg
- 1947 Ausstellung Malerei-Plastik-Graphik in der Fränkischen Galerie, Nürnberg
- 1958/59 Gedächtnis-Ausstellung in der Fränkischen Galerie, Nürnberg
- Ausstellung im Garnisonmuseum Nürnberg, Militärmuseum im Hochbunker: Lithographien und Radierungen von Andreas Gering mit Darstellungen aus dem Ersten Weltkrieg.